# Francisco Breva Perales
Francisco Breva Perales fou un advocat i polític valencià, germà de Manuel Breva Perales. Fou membre de la directiva del Casino de Castelló i regidor de l'ajuntament de Castelló de l'abril de 1922 a l'octubre de 1933. Fou nomenat alcalde entre febrer i abril de 1931, i va dimitir quan es proclamà la Segona República Espanyola.